# Пол Шредер
Пол Джо́зеф Шре́йдер, або Шредер (англ. Paul Joseph Schrader; народ. 22 червня 1946, Гранд-Рапідс, США) — американський кінорежисер, сценарист, теоретик кіно.

## Біографія
Народився 22 липня 1946. Шредер виховувався в релігійній сім'ї вихідців з Голландії, до 18 років йому не дозволяли відвідувати кіно. Закінчив кальвіністську семінарію. 1969 року почав працювати кінокритиком в журналах «LA Weekly Press» і «Cinema». Написав книгу «Трансцендентальний стиль у кіно: Одзу, Брессон і Дрейєр» (1972). Неодноразово писав про творчість Тарковського.
Шредер — автор сценаріїв до фільмів «Якудза» Сідні Поллака; «Таксист», «Скажений бик» і «Остання спокуса Христа» Мартіна Скорсезе; «Одержимість» Брайана Де Пальми.
Режисерським дебютом Шредера став у 1978 році фільм про профспілковий рух «Сині комірці». 1982 року він зняв ремейк фільму жахів Жака Тернера «Люди-кішки» зі значно переробленим сюжетом. Його фільм «Мисима: життя в чотирьох частинах» (1985) про знаменитого японського письменника брав участь в основному конкурсі Каннського кінофестивалю. Член журі Берлінського (1987 і 2007) та Венеційського МКФ (2013).
Брат — Леонард Шредер (1943—2006), сценарист, продюсер, японіст.

## Фільмографія

### Режисер
- 1978 — Сині комірці / Blue Collar
- 1979 — Груба порнографія / Hardcore
- 1980 — Американський жиголо / American Gigolo
- 1982 — Люди-коти / Cat People
- 1985 — Місіма: життя в чотирьох частинах / Mishima: A Life in Four Chapters
- 1987 — При світлі дня / Light Of Day
- 1988 — Патті Херст / Patty Hearst
- 1990 — Розрада незнайомців / The Comfort Of Strangers
- 1992 — Чуйний сон / Light Sleeper
- 1997 — Дотик / The Touch
- 1998 — Скорбота / Affliction
- 2002 — Автофокус / Auto Focus
- 2005 — Той що виганяє диявола: Приквел / Dominion: Prequel to the Exorcist
- 2007 — Ескорт для дам / The Walker
- 2008 — Воскреслий Адам / Adam Ressurected
- 2013 — Каньйони / The Canyons
- 2014 — Вмираюче світло / Dying of the Light
- 2016 — Людина людині вовк[en]] / Dog Eat Dog
- 2017 — Перша реформаторська церква / First Reformed
- 2021 — Холодний розрахунок / Card Counter
- 2022 — Тихий садівник / Master Gardener

### Сценарист
- 1974 — Якудза / The Yakuza
- 1976 — Таксист / Taxi Driver
- 1976 — Одержимість / Obsession
- 1977 — Гуркіт грому / Rolling Thunder
- 1980 — Скажений бик / Raging Bull
- 1986 — Берег москітів / The Mosquito Coast
- 1988 — Остання спокуса Христа / The Last Temptation of Christ
- 1996 — Мерія / City Hall
- 1998 — Скорбота / Affliction
- 1999 — Воскрешаючи мерців / Bringing Out the Dead
- 2014 — Вмираюче світло / Dying of the Light
- 2017 — Перша реформаторська церква / First Reformed
- 2021 — Холодний розрахунок / Card Counter
- 2022 — Тихий садівник / Master Gardener